# Pseudomyrophis frio
Pseudomyrophis frio is een straalvinnige vissensoort uit de familie van slangalen (Ophichthidae). De wetenschappelijke naam van de soort is voor het eerst geldig gepubliceerd in 1891 door Jordan & Davis.